# Provincia Tokat
Provincia Tokat este o provincie a Turciei cu o suprafață de  km², localizată în nordul Turciei.